# Thomas Blug
Thomas Blug, né à Sarrebruck en 1966, est un guitariste, compositeur, créateur d'amplificateurs et entrepreneur allemand. Il a également formé son propre groupe Thomas Blug Band avec lequel il a sorti trois albums en plus de ses albums solo. Il a aussi travaillé avec le groupe Dreist avec lequel il a sorti un album en 1997 et un album live une décennie plus tard.
En 2014, il lance sa propre société, Bluguitar, qui produit des guitares, des amplificateurs, des enceintes et des pédales d'effets.

## Biographie

### Carrière musicale
Thomas Blug s'intéresse aux guitares depuis son enfance. Vers 12-13 ans, il décide déjà de devenir guitariste professionnel, et à 17 ans participe à ses premiers enregistrements en studio. Il s'intéresse également à l'électronique.
Après son baccalauréat, il fait son service civil durant lequel il joue dans les clubs le week-end. Ses influences sont alors Ritchie Blackmore, Al Di Meola et Steve Lukather. Il n'est pas encore fan de Jimi Hendrix. Blug devient professionnel à la fin de son service civil.
En plus de ses disques solo, il travaille comme guitariste de studio et de tournée. Il accompagne les groupes Planet Claire (de) et Tic Tac Toe (de) lors de leurs tournées, ce qui lui permet de se faire connaître sur la scène musicale allemande. Par la suite, il joue avec Uli Jon Roth, Chaka Khan, Purple Schulz (de), Uwe Ochsenknecht, Rainbirds, Stewart Copeland (The Police), Bobby Kimball (Toto), Percy Sledge, Hazel O'Connor, Mel Gaynor (Simple Minds), Don Airey (Gary Moore, Deep Purple), Ian Paice (Deep Purple, Whitesnake ) et Tommy Emmanuel.
Il fonde le Thomas Blug Band, dans lequel jouent Thijs van Leer (de) (claviers), Raoul Walton (de) (basse), Wolf Simon (de) et Bernhard Wittmann (de).
Les arrangements et compositions de Thomas Blug peuvent également être entendus dans les bandes sonores de films ou de séries télévisées. En 2003, la chanson No Angel (It's All in Your Mind) de No Angels, où il joue de la guitare, devient numéro 1 en Allemagne.

En 1997, Thomas Blug forme le groupe Dreist en compagnie de Piet Eifel à la basse et au chant, et Mikky Meyer à la batterie.

Dreist joue Hendrix le 20 septembre 2010 à la Ducsaal de Freudenburg
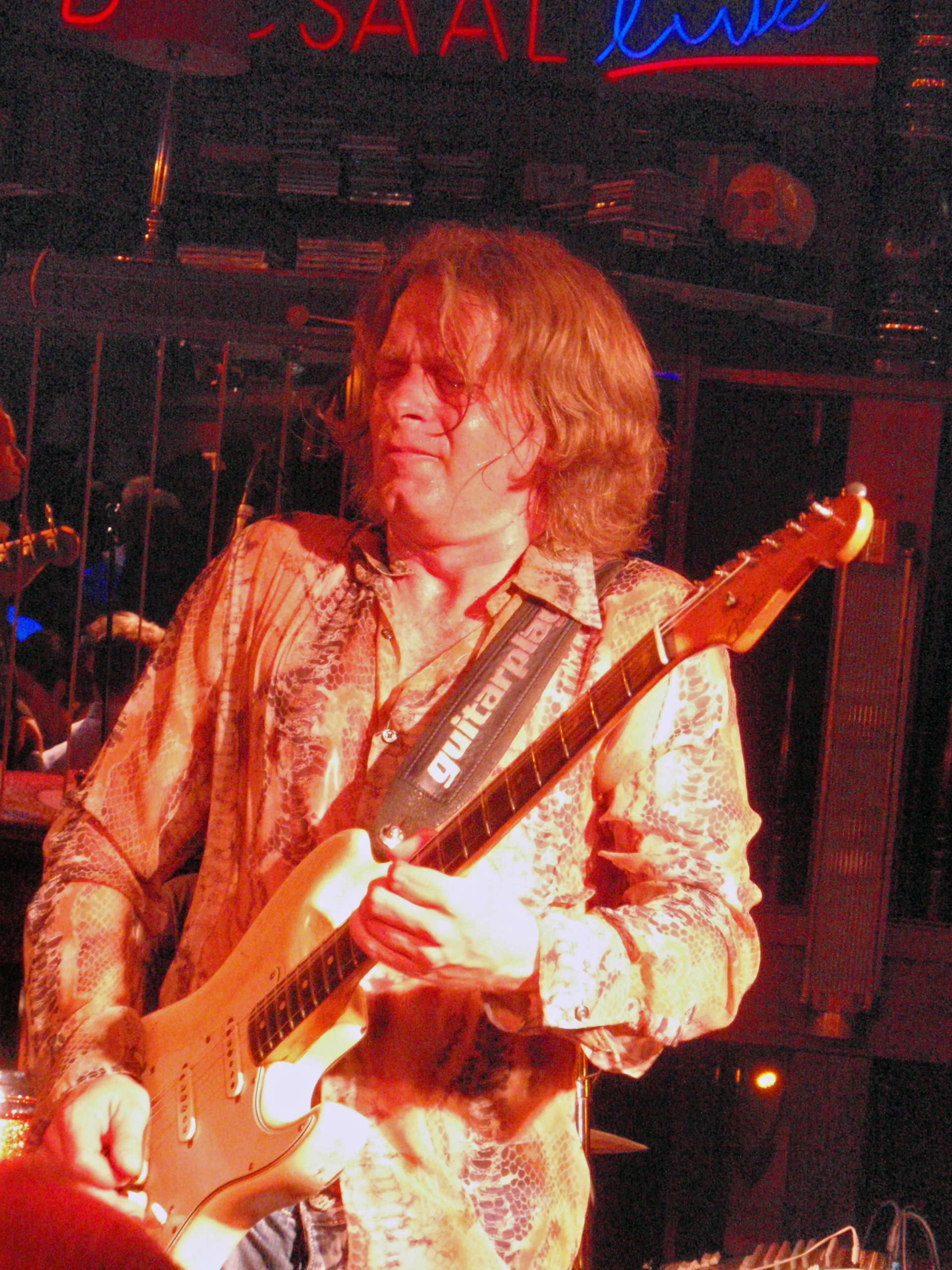
Thomas Blug à la guitare
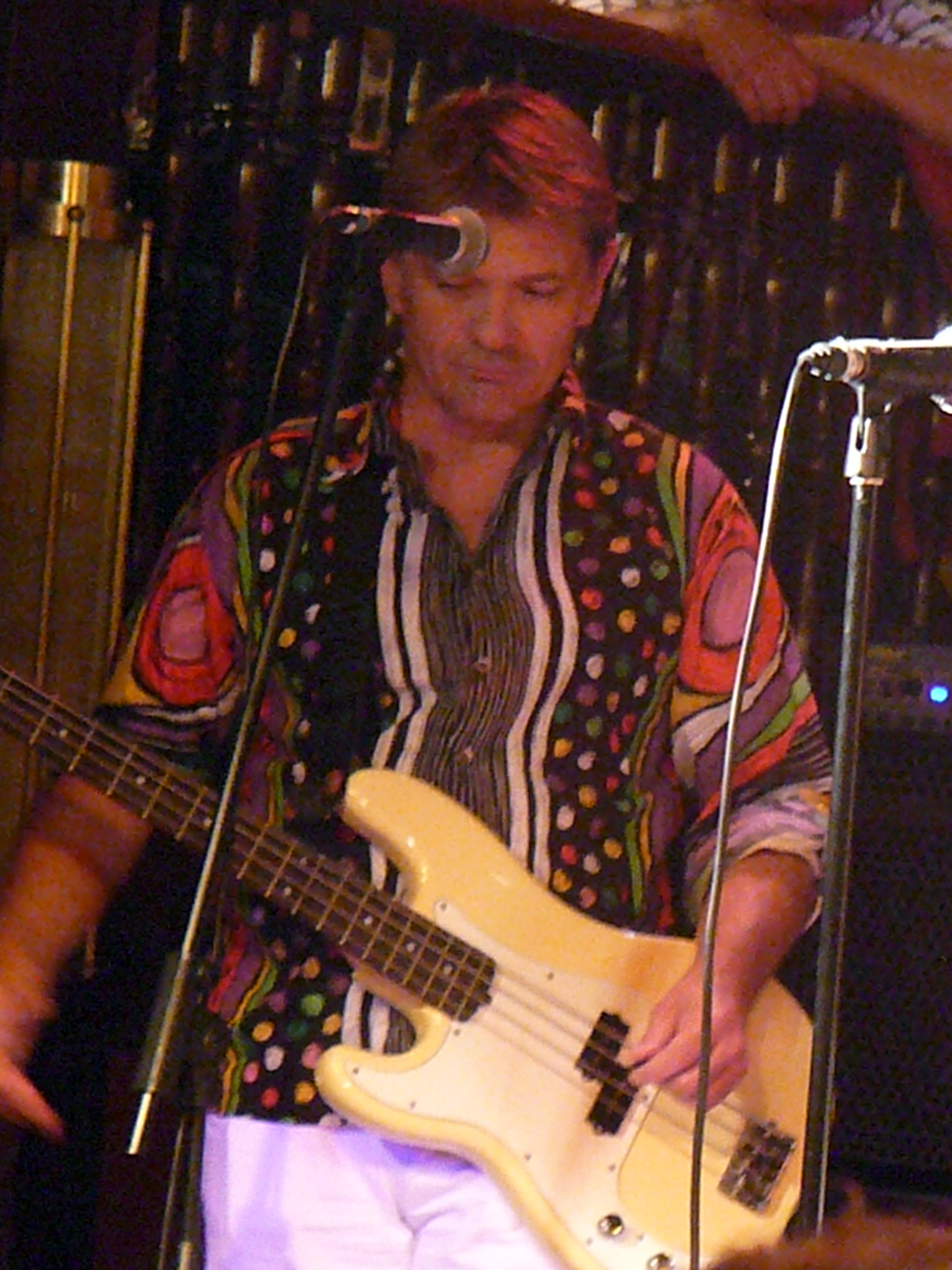
Piet Eifel à la basse
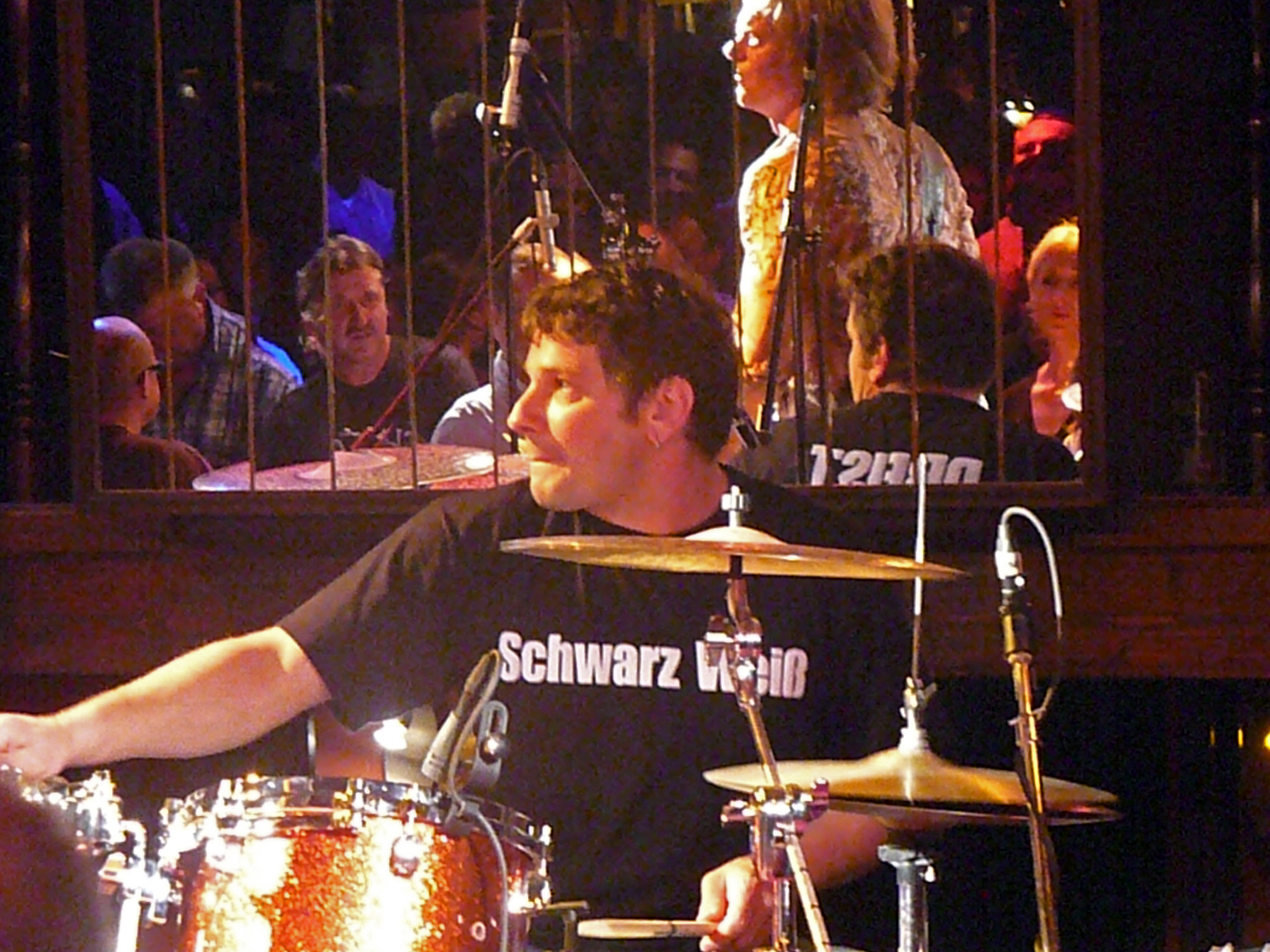
Mikky Meyer à la batterie

Thomas Blug est en tournée avec son projet « Blug joue Hendrix » depuis 2010, où il interprète des classiques de Jimi Hendrix sur scène. Le chanteur britannique de rock David Readman (en), le bassiste et choriste Reggie Worthy, et les batteurs Manni von Bohr (de) ou Wolf Simon (de) l'accompagnent lors de ses concerts. Le batteur Manni Von Bohr joue par ailleurs au sein du trio de Randy Hansen, un autre émule de Jimi Hendrix. Thomas Blug reprend également des chansons de Hendrix avec Dreist, partageant parfois la scène avec ses deux formations.

Thomas Blug joue Hendrix le 20 septembre 2010 à la Ducsaal de Freudenburg
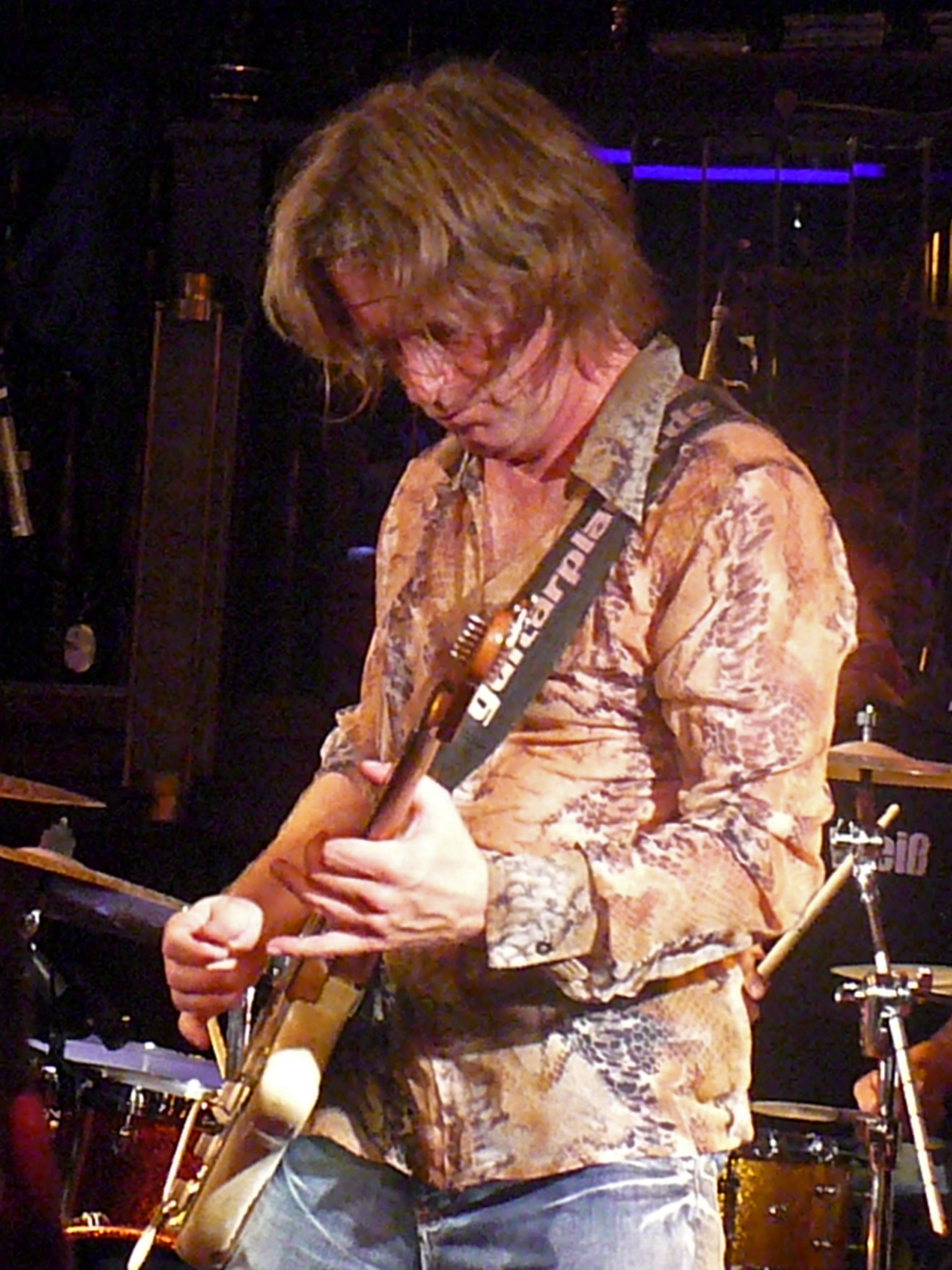
Thomas Blug à la guitare
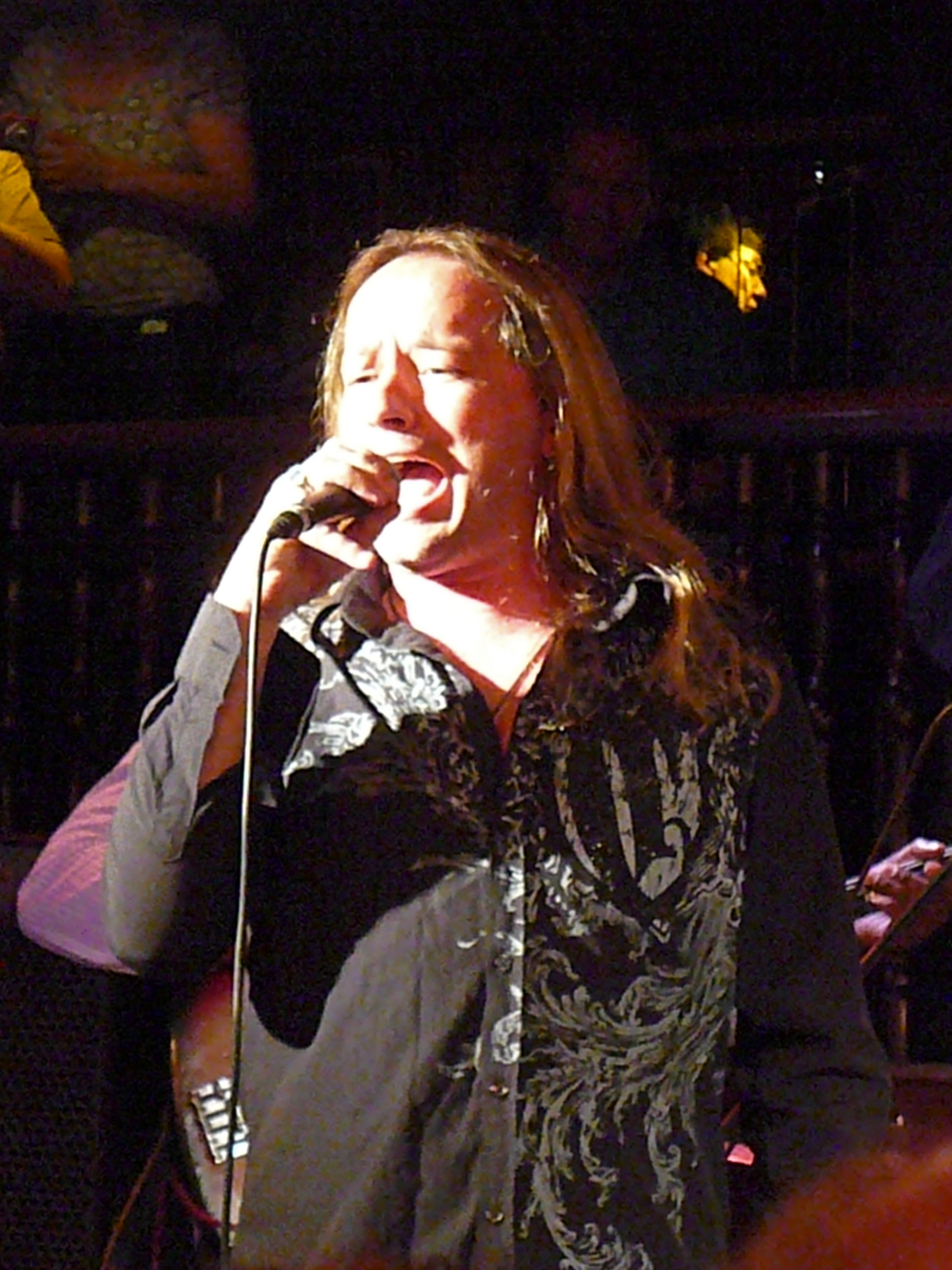
David Readman au chant
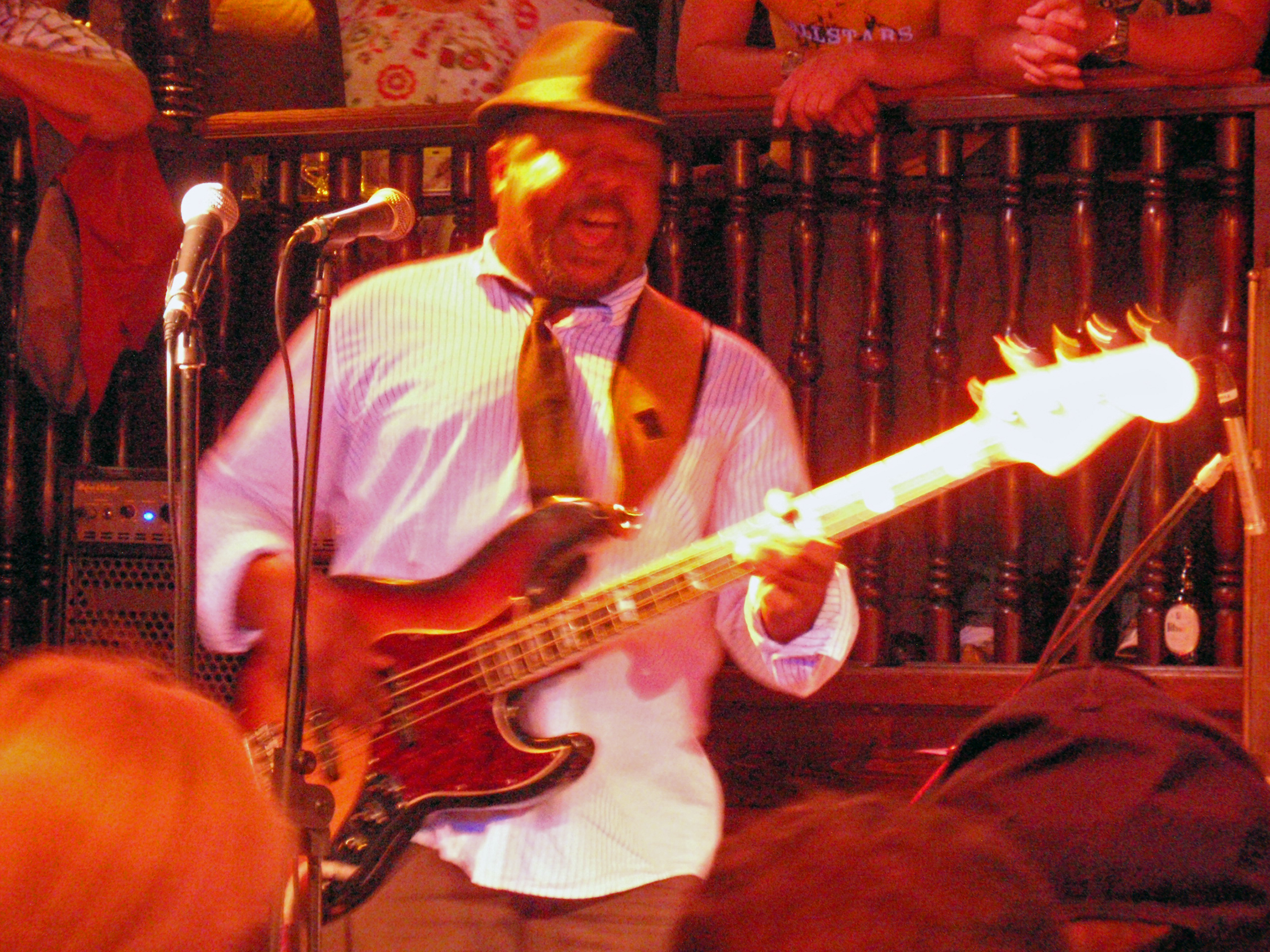
Reggie Worthy à la basse
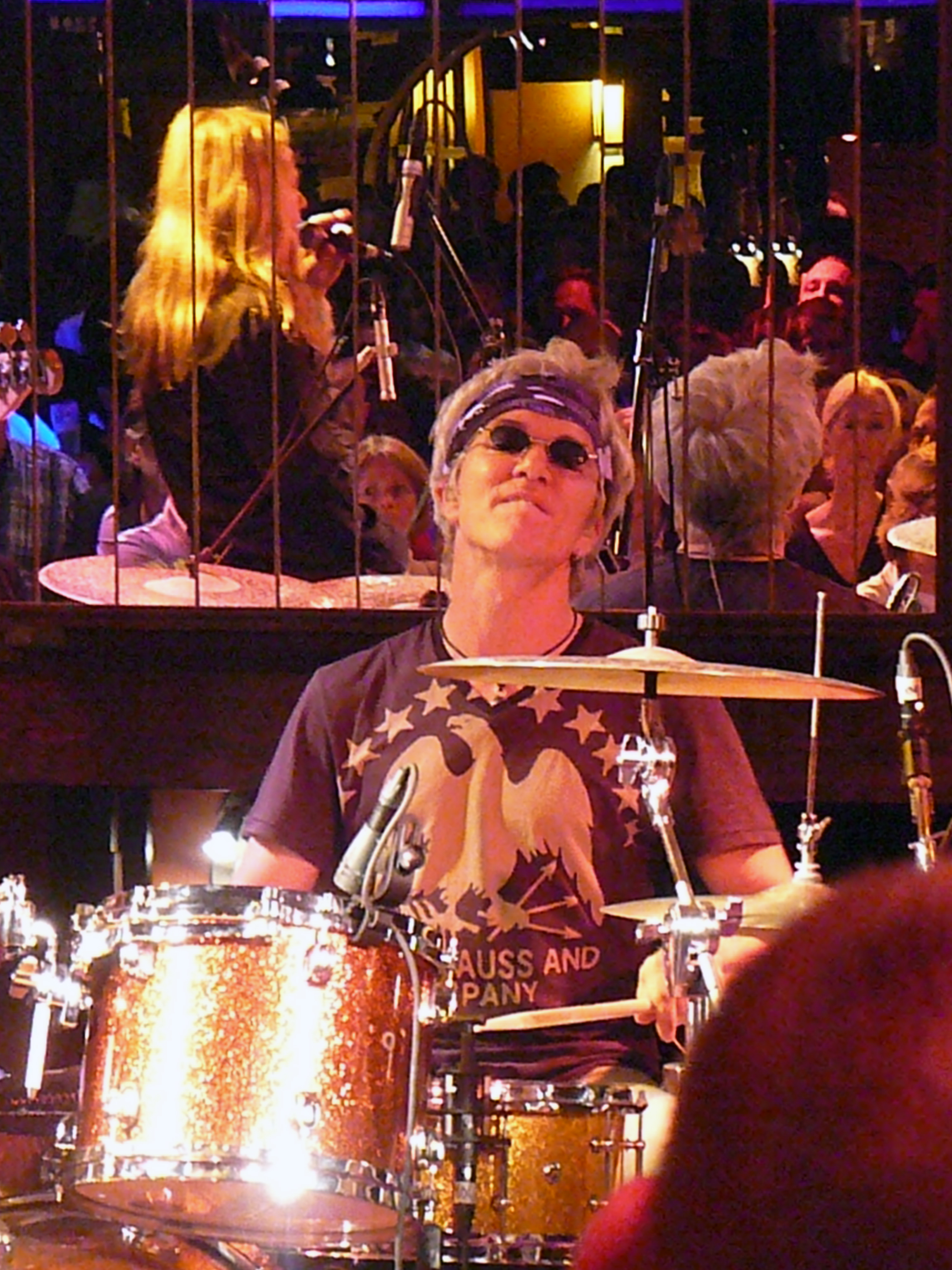
Wolf Simon à la batterie
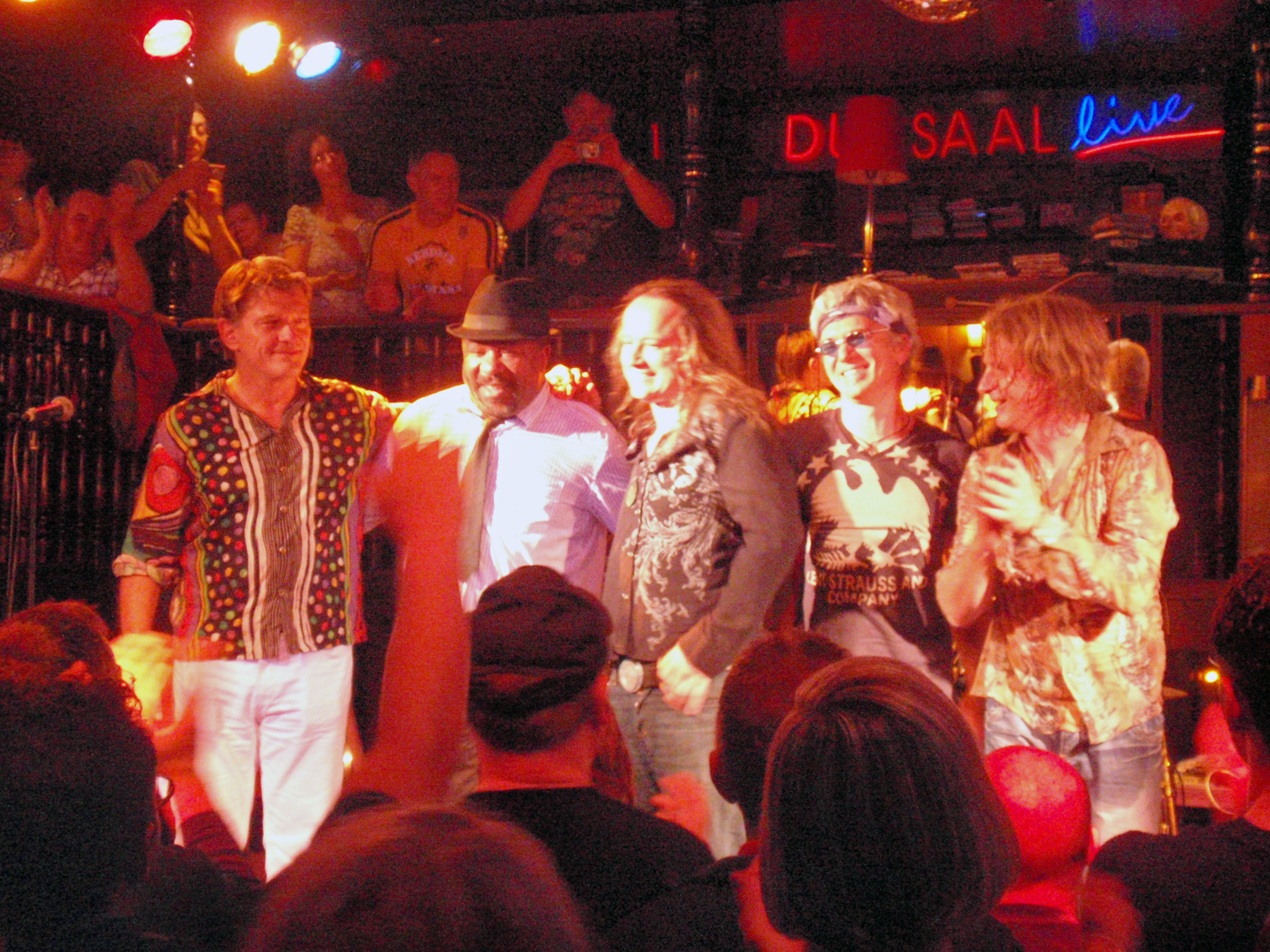
Les musiciens de Thomas Blug et de Dreist à la fin du concert

Blug fonde également la Rockanarchy avec Rudi « Gulli » Spiller (basse, chant), un groupe de jam dans lequel le rock classique des années 60 et 70 est interprété avec beaucoup de liberté d'improvisation. Le poste de batteur change régulièrement et est occupé par des musiciens renommés tels que Bodo Schopf, Charly T., Jürgen Zöller (de), Ralf Gustke (de), Tommy Fischer, Jost Nickel, Manni von Bohr, Wolf Simon, Mel Gaynor et Pete York. Lors d'occasions spéciales, le groupe est complété par des musiciens invités tels que le claviériste Tony Carey (Rainbow, solo), la guitariste Jennifer Batten (Michael Jackson, Jeff Beck), les guitaristes Mick Rogers (Manfred Mann's Earth Band), Ali Neander (Rodgau Monotones (de)), Phil X (Bon Jovi), Guthrie Govan, Pete Thorn, Tom Quayle, Drew Berlin, et bien d'autres.

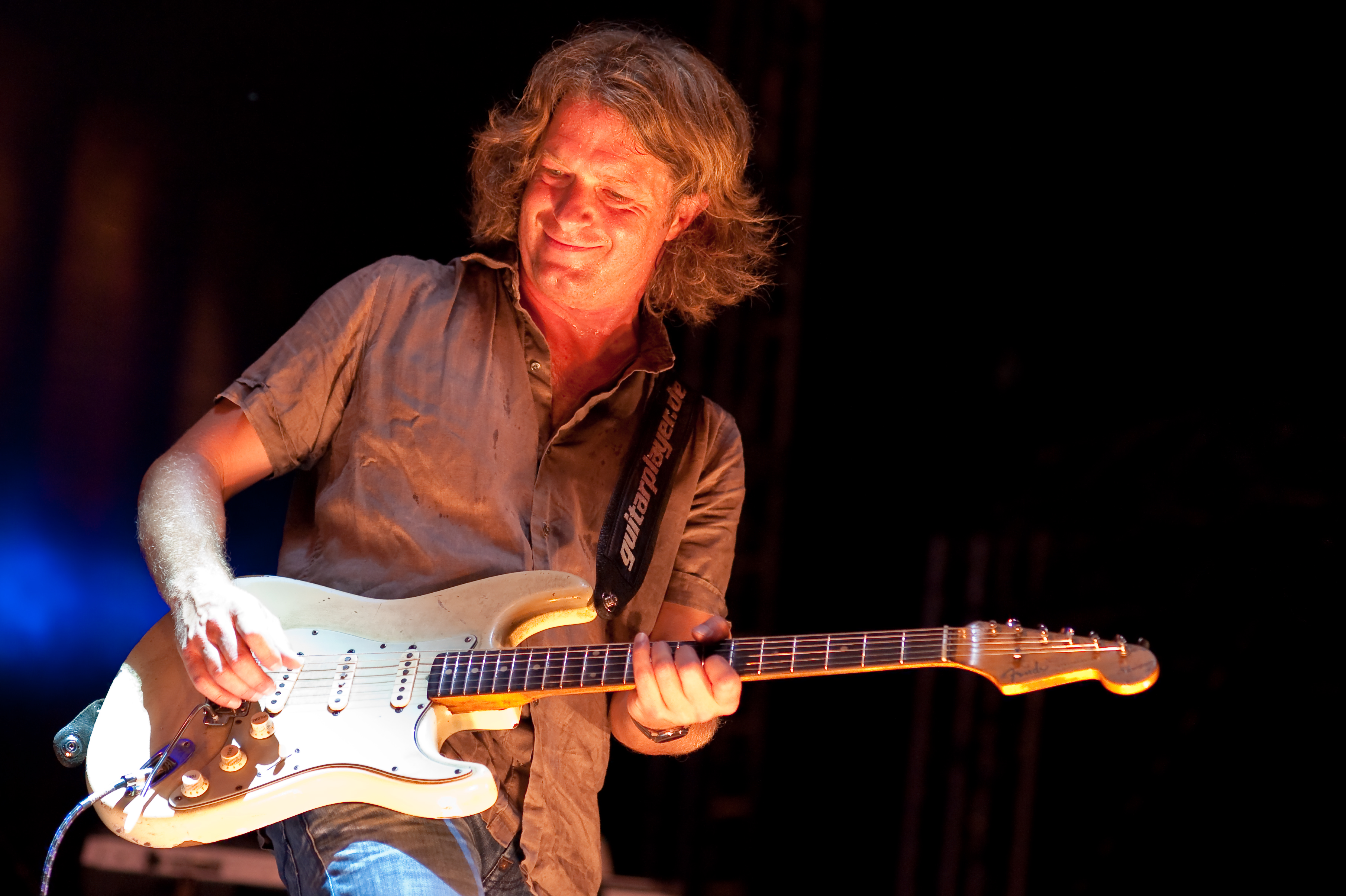
Concert en 2009 au Théâtre d'État de Sarrebruck

Thomas Blug réalise également des projets avec des orchestres symphoniques. Avec son groupe et le Saarland State Orchestra, il enregistre le DVD Pop meets Classic. Il apparait ensuite avec l'Orchestre symphonique des jeunes de la Sarre (de) et en janvier 2020, réalise son propre arrangement de la 9e Symphonie de Beethoven, en coopération avec l'Orchestre d'État de la Sarre.

### Entrepreneuriat
En plus de la musique, Thomas Blug est également impliqué dans l'électronique dès son plus jeune âge. 

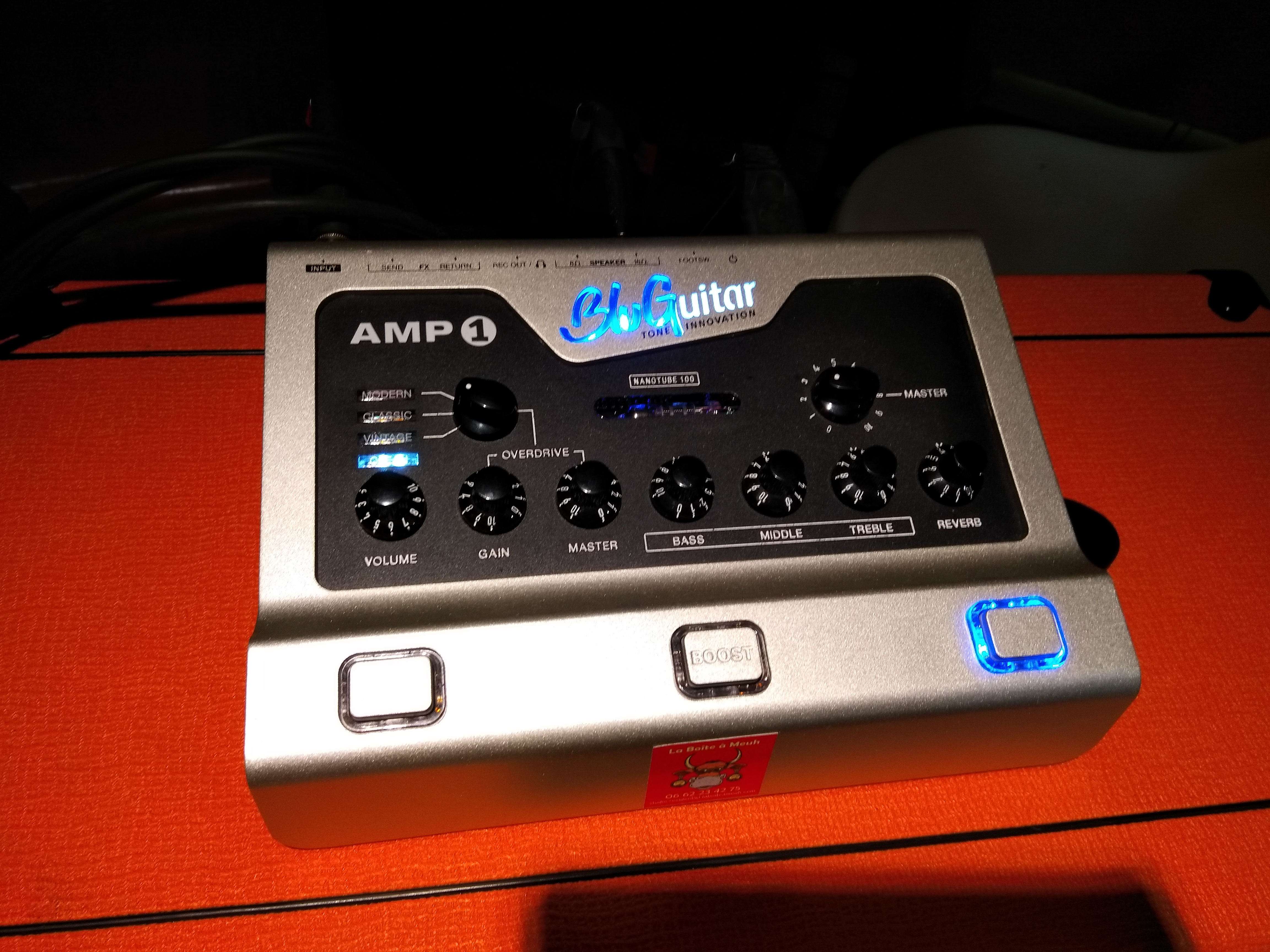
Bluguitar Amp1, un produit de la marque fondée par Thomas Blug.

Pendant plus de vingt-cinq ans, il travaille en tant que concepteur sonore et co-développeur d'amplis, d'appareils d'effets et de guitares - en coopération avec des fabricants tels que Hughes & Kettner.
En 2014, Thomas Blug fonde la société BluGuitar à Sarrebruck. Son entreprise développe des produits (amplis et pédales) pour les guitaristes.
Blug donne des tournées de démonstration[Pour qui ?] en Angleterre, en Chine, au Japon et en Amérique[Quand ?].
Des musiciens comme Jennifer Batten (Michael Jackson, Jeff Beck), Kat Dyson (Zucchero, Prince), Ian Crichton (de) (Saga), Miller Anderson, Ulrich Roth, Kevin « Geordie » Walker (Killing Joke), Oliver Hartmann (Avantasia), Ben Granfelt (Wishbone Ash, Leningrad Cowboys) font partie des utilisateurs de l'amplificateur au mini format AMP1 qu'il a créé avec deux collaborateurs.

## Discographie

### Solo
- 1996 : The Beauty of Simplicity
- 1998 : Electric Gallery
- 2002 : 21st Century Guitar
- 2011 : Blug plays Hendrix – Live
- 2012 : Thomas Blug – Best of (Double-CD)
- 2014 : Jimi´s 70th electric birthday experience – live in Hamburg (DVD)
- 2016 : Rockanarchie (CD & DVD)

### Thomas Blug Band
- 2004 : Guitar from the Heart – Live in Raalte, NL
- 2005 : Guitar from the Heart (CD + DVD)
- 2009 : Soul & Pepper
- 2015 : Thomas Blug Band und das Saarländische Staatsorchester - Pop Meets Classic (DVD)

### Dreist
- 1997 : Weiber
- 2007 : Neue Zeit (Live album)

### Singles
| Année | Titre                                             | Positions |
| Année | Titre                                             | AUT       |
| ----- | ------------------------------------------------- | --------- |
| 2013  | Victim of Love (Leonard Pospichal et Thomas Blug) | 2         |
| 2016  | Lost & Found (Leonard Pospichal et Thomas Blug)   | 74        |

### Autres projets
- White Strat magic (Library Music, Selected Sound)
- Living Guitars (Library Music, Selected Sound)
- Raising the Rhythms (World Music) avec James Asher / Londres
- Guitar School of Rock (DVD d'apprentissage)
- Academy of tone (Live-Stream sur Youtube)

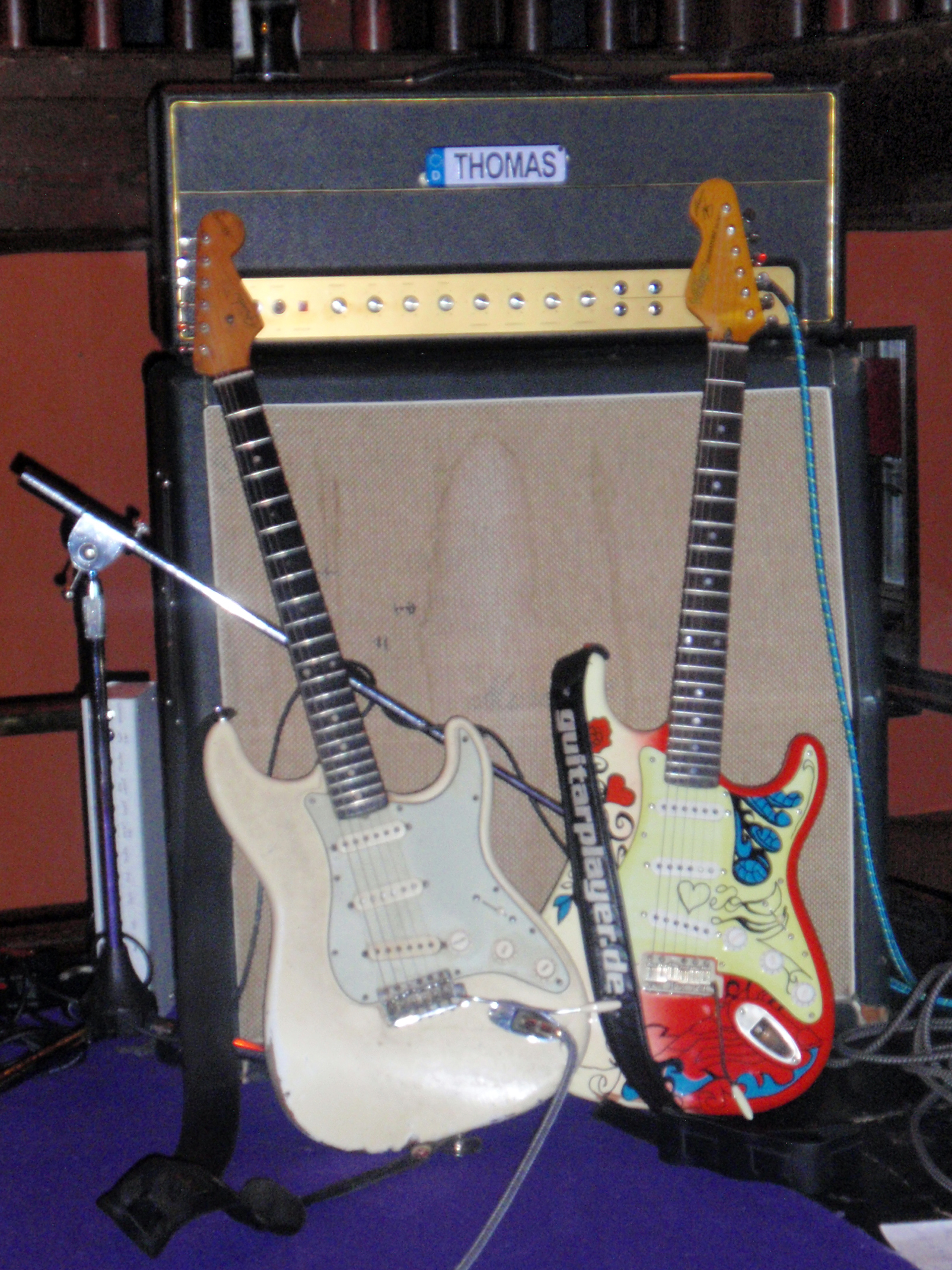
Le matériel de Thomas Blug le 20 septembre 2010 lors de son concert à la Ducsaal de Freudenburg

## Récompenses
- En 1997, Thomas Blug reçoit le titre de « Meilleur guitariste allemand de rock-pop » par l'Association allemande des musiciens de rock[1].
- Le 29 août 2004, à l'occasion d'un concours à l'échelle européenne pour le cinquantième anniversaire de la guitare Fender Stratocaster en Angleterre, il gagne le titre « Stratking of Europe » [3].

## Matériel
Son matériel en concert comprend l'AMP1 de BluGuitar, des boîtes de BluGuitar (principalement Fatcab), une Fender Stratocaster modifiée de 1961 et des pédales.

## Liens Internet
- Notices d'autorité :   - VIAF
  - ISNI
  - GND
- Ressources relatives à la musique :   - AllMusic
  - Discogs
  - MusicBrainz
  - Songkick
- Page d'accueil de Thomas Blug